# 凱文·米歇爾 (棒球員)
凱文·達奈爾·米歇爾（英語：Kevin Darnell Mitchell，1962年1月13日—），為前美國職棒大聯盟的左外野手，生涯曾效力過大都會、教士、巨人、水手、紅人、紅襪、印地安人與運動家，以及日職的福岡大榮鷹等隊。米歇爾生涯共入選2次明星賽，並在1989年拿下國聯MVP。

## 職業生涯

### 紐約大都會
米歇爾於1984年登上大聯盟，而當時的球星蓋瑞·卡特也發現了米歇爾的天賦，認為他未來有機會成為聯盟中的強打者之一。
1986年世界大賽第6場的10局下，米歇爾在2出局後上場代打敲安，並靠著對方投手暴投成功跑回追平分。最後大都會靠著Mookie Wilson的滾地球以及紅襪一壘手比爾·巴克納的接球失誤拿下世界大賽冠軍。
球季結束後，米歇爾被交易到教士，並在教士打了半個球季。

### 舊金山巨人
1987年7月4日，教士將米歇爾、Dave Dravecky和Craig Lefferts交易到巨人，換來馬克·戴維斯、馬克·格蘭特、Chris Brown和Keith Comstock。

#### MVP
1989年，米歇爾迎來生涯大爆發。他的打擊率為2成91，並敲出47轟與125分打點，同時拿下全壘打王和打點王。他也成為巨人繼1969年後，又一個拿下年度MVP的選手。他在國聯冠軍賽的打擊率高達3成53，並敲出2轟，成功帶隊闖進世界大賽。

#### 徒手接球
1989年4月26日，米歇爾在紅雀主場左外野上演一次徒手接殺飛球的美技。其實米歇爾在當時出現判斷瑕疵，他不小心跑過頭，情急之下只好用手接球，卻也造就這個經典畫面。

### 生涯後期
1991年球季結束後，米歇爾來到水手。但他因為體重過重的關係，造成他單季銳減到只剩9轟。他在1992年初的打擊成績更是慘不忍睹。整季他敲出9轟與67分打點，並在球季結束後被交易到紅人。雖然他在紅人兩年間敲出49轟與141分打點，但體重過重的問題仍舊困擾著他。1994年，因為大聯盟發生罷工事件，米歇爾決定轉戰日職，加盟福岡大榮鷹。不過他對球隊的管理高層不甚滿意，因此他只待了2個月就離隊了。
回到美國後，米歇爾成為棒球浪人。1997年5月，米歇爾和隊友Chad Curtis在一家俱樂部因為一首rap歌曲的歌詞而發生爭吵。結果米歇爾把Curtis丟到乒乓球台上，造成Curtis右手拇指受傷，還因此進入15天傷兵名單。
在退休之後，米歇爾定居在聖地牙哥，並持續在當地業餘棒球隊打球。

## 生涯打擊成績
| 出賽次數 | 打席 | 打數 | 得分 | 安打 | 二安 | 三安 | 全壘打 | 打點 | 盜壘 | 保送 | 三振 | 打擊率 | 上壘率 | 長打率 | OPS  |
| -------- | ---- | ---- | ---- | ---- | ---- | ---- | ------ | ---- | ---- | ---- | ---- | ------ | ------ | ------ | ---- |
| 1233     | 4696 | 4134 | 630  | 1173 | 224  | 25   | 234    | 760  | 30   | 491  | 719  | .284   | .360   | .520   | .880 |

## 個人生活
米歇爾的表弟Keith Mitchell也是一名棒球選手，生涯在大聯盟打了4年，打擊率2成60，並敲出8轟。

## 外部連結
- 球員資訊和成績在MLB，ESPN，Baseball-Reference，Fangraphs（英文）